# Galen
Galen (gr. Κλαύδιος Γαληνός, ur. 129/ok. 130 w Pergamonie, zm. ok. 200/ok. 216) – rzymski lekarz greckiego pochodzenia, anatom, filozof, utalentowany badacz i pisarz, jeden z najznakomitszych starożytnych lekarzy, miał olbrzymi wpływ na postrzeganie nauk medycznych w średniowieczu i odrodzeniu.

## Życie i działalność
Urodził się w Pergamonie, a ponieważ w mieście działała szkoła medyczna, której główną rolą była piecza nad gladiatorami, tam właśnie Galen stawiał pierwsze kroki w dziedzinie chirurgii i anatomii. Później podjął studia medyczne i filozoficzne w Pergamonie, a następnie w Smyrnie, Koryncie, Palestynie i Aleksandrii. Po powrocie do Pergamonu w roku 158 został głównym lekarzem gladiatorów. W 161 roku zamieszkał w Rzymie i leczył filozofa Eudemusa (swojego byłego nauczyciela), dzięki któremu poznał wiele ważnych osób. Później został lekarzem na dworze Marka Aureliusza i zajmował się leczeniem także Lucjusza Werusa i Kommodusa. Związany z dworem cesarskim do końca życia, zmarł prawdopodobnie w Rzymie.

## Osiągnięcia naukowe
Opisał 7 nerwów czaszkowych, zastawki serca oraz różnice między tętnicami i żyłami; między innymi wykazał, że tętnicami płynie krew, a nie powietrze, jak sądzono dotychczas. Opisy jego są jasne i przekonujące – zachwycał się nimi Huxley. W pracach swoich zebrał Galen wiedzę anatomiczną poprzedników, do której dołączył obserwacje własne. Opierał się na sekcji zwierząt, w tym makaków. Opisał dodatni wpływ ćwiczeń fizycznych na rozwój ciała. Usystematyzował wady postawy i jako pierwszy wprowadził terminy: scoliosis, kyphosis, lordosis. Twierdził, że zdrowie wymaga równowagi między czterema składnikami organizmu: śluzem, czarną żółcią, żółtą żółcią oraz krwią. Wprowadził termin temperatury obojętnej, dla której Galen przyjął 0 stopni (wg Galena zależała ona od szerokości geograficznej). Na podstawie obserwacji wpływu różnych środków na ludzki organizm wprowadził on cztery stopnie zimna. 
Dokonał podziału substancji na maści, kremy, papki i płyny oraz wprowadził kosmetykę do świata medycyny.
Jego idee, nawiązujące do tez Hipokratesa, wywarły wpływ na nauki medyczne w ciągu kilkunastu kolejnych stuleci. Jego sposoby opracowywania lekarstw (leki galenowe) obowiązywały w zachodniej Europie przez 1500 lat po jego śmierci.

## Błędy w teoriach Galena

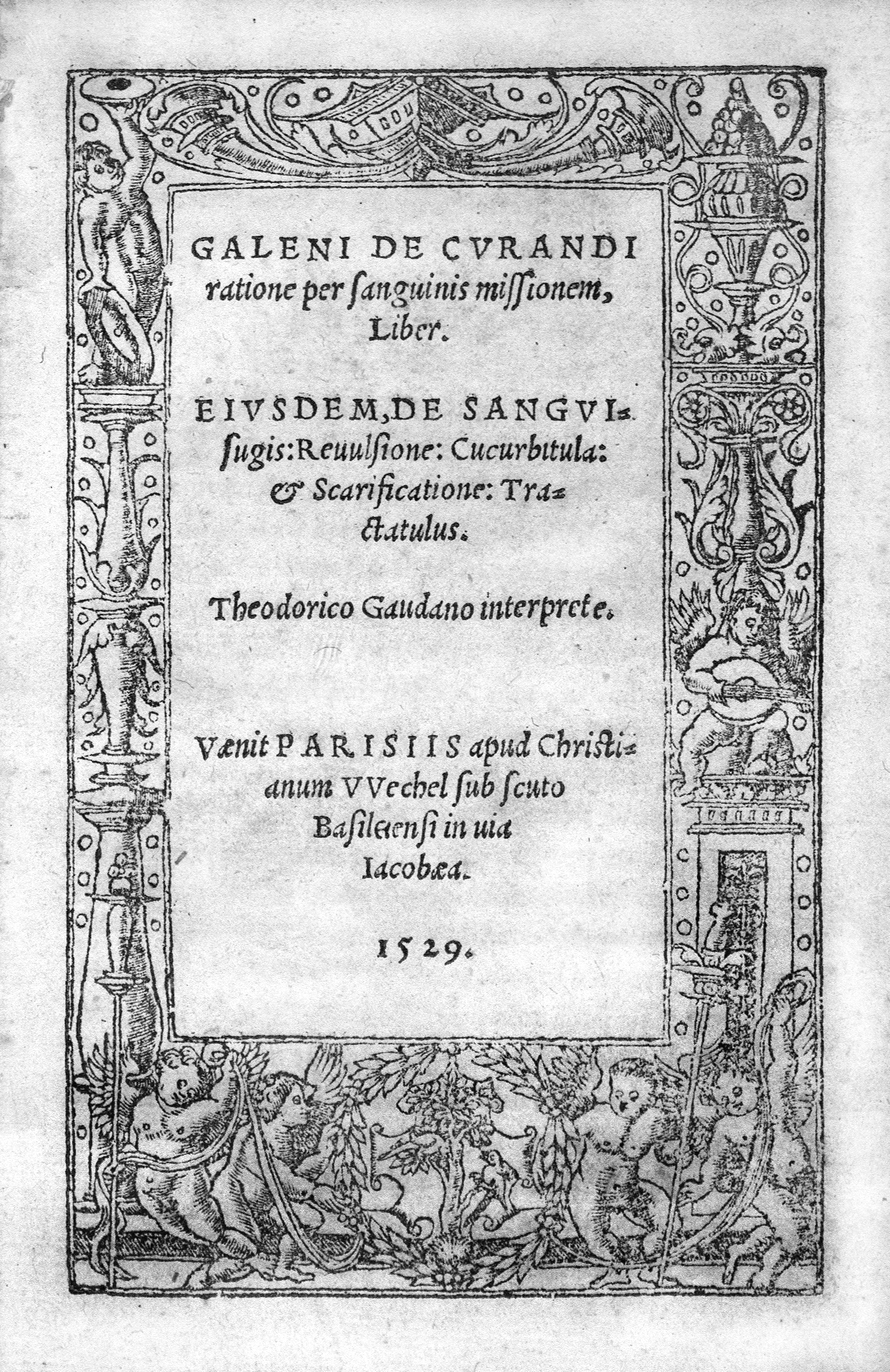
De curandi ratione

Mimo tak znaczących osiągnięć Galen nie ustrzegł się błędów. Opierał się jedynie na sekcjach zwierząt (najczęściej małp), w których popełnił wiele błędów, nawet w sprawach, które już wcześniej znano z sekcji zwłok człowieka. Jego wiedza ogólna i autorytet były w tamtych czasach tak duże, że nawet takie błędy zostały wówczas uznane za „poprawki” i w dużej mierze zaciążyły one na nauce okresu średniowiecza. Między innymi powtarzano za nim, że krew rodzi się z pokarmów w wątrobie, żółć powstaje w śledzionie, natomiast powietrze przechodzi do serca bezpośrednio z płuc.
Dopiero 14 wieków później Andreas Vesalius w swym dziele Budowa ludzkiego ciała (De humani corporis fabrica) stwierdził, że Galen nie wykonał żadnych sekcji ludzkich zwłok.